# 福原峰夫
福原 峰夫（ふくはら みねお、1957年9月20日 - ）は、東京都墨田区出身の元プロ野球選手（内野手）、プロ野球コーチ。
現役時代は、NPBパシフィック・リーグの阪急ブレーブス（1989年からオリックス・ブレーブス、1991年からオリックス・ブルーウェーブ）一筋で二塁手として主に守備で活動。好守備を見せた一方で、打撃面でも意外性を持っていた。引退後は、オリックスをはじめ、日本（NPB）・韓国（KBO）各球団でコーチを歴任。
選手時代の愛称は「ミネ」または「ちん」。

## 経歴

### 現役時代
修徳高校時代は野球は高校でやめるつもりでいたが、当時の部長の強い勧めで仕方なく法政大学に進学。江川卓の2年後輩であり、江川世代の卒業後は東京六大学リーグ優勝には届かなかった。鴨田勝雄監督の選手起用の仕方に不満を持ち、気性の激しい性格という事もあり、かなり反抗的な態度をとっていた。日本通運では2年連続で都市対抗野球に出場したが、社会人時代も大学と同じく控え選手でいた事に不満がつのり、周りに変わり者だと言われる事で監督や先輩等に不満を持っていた。1981年のプロ野球シーズンオフに阪急へドラフト外入団。矢野清スカウトに福原の肘痛という特病について「調子はどうだ?」との問いに、福原は「大丈夫です」とプロ入り最後のチャンスだと思い大嘘をついた。
1984年パ・リーグ優勝時の正二塁手。リーグ公式戦には、自己最多の120試合に出場。日本シリーズでは全7試合に先発出場し、26打数5安打7打点、うち満塁本塁打（第6戦の決勝打）を含む2本塁打、勝利打点2を挙げるなど活躍した。同年以外は公式戦100試合以下の出場にとどまり、規定打席に至っては一度も到達しなかった。1985年には岩本好広、村上信一とのポジション争いで出場機会が減少、1986年からは福良淳一がレギュラーに定着し、以降のシーズンは控えに回ることが多かった。1992年限りで現役引退。

### 引退後
引退後も引き続き球団に残り、1993年から1994年まで二軍内野守備・走塁コーチ、1995年から1998年まで一軍内野守備・走塁コーチ、1999年は一軍守備コーチを務めた。
2000年から2001年まで中日ドラゴンズ（セントラル・リーグ）で二軍守備・走塁コーチ、2002年は一軍内野守備・走塁コーチを務めた。
2003年はサンテレビボックス席解説者・デイリースポーツ評論家として活動。
2004年から2006年まで阪神タイガース一軍内野守備・走塁コーチを務めた。阪神時代は関本賢太郎が「自分には自分のやり方がある」と言い福原の指導には従わず、岡田彰布監督や和田豊コーチとも守備や指導方法の考えは正反対で対立していた。3塁ベースコーチをしていた際には壊れた信号機といわれ、ベンチからのサインの内容を忘れ、選手に直接聞く場面が幾度かあった。2005年からは1塁ベースコーチに移動し、同年のリーグ優勝に貢献。
2007年から2009年まで韓国プロ野球（KBO）のSKワイバーンズで一軍守備コーチを務めた。
2010年は日本へ帰国、NPBパ・リーグの東北楽天ゴールデンイーグルスで一軍内野守備・走塁コーチに就任するが、5月11日、永池恭男と入れ替わるかたちで、二軍の内野守備走塁コーチに転属。同年シーズン限りで退団。
2011年にSKへ一軍内野守備コーチとして復帰。4月11日、二軍へ異動後、8月にチームを退団 。2012年より同じくKBOのハンファ・イーグルスへ移籍し一軍守備コーチに就任。同年5月、二軍守備コーチへ異動。2016年はSK一軍守備コーチを務めた。
2017年にNPBセ・リーグの横浜DeNAベイスターズの二軍野手総合コーチへ就任。2018年より内野守備・走塁コーチを兼任したが、同年シーズン限りで退任。

## 人物・エピソード
- 1996年8月21日オリックス対日本ハム18回戦（グリーンスタジアム神戸）でラフプレーを巡って上田利治監督が仰木彬監督に猛抗議をした際に、コーチの福原が間に入って頭を下げたことで上田が退いた。福原は上田の阪急時代の教え子だった[38]。

- 2013年から3年間の浪人生活をしていた時、金星根が独立リーグ監督就任時にSKワイバーンズの首脳陣達「金星根社団」を集めた際に守備コーチがまだ決まっていなかったが福原を呼ばなかった理由を「価値観が合わない福原を呼ぶ理由がない」と答えた[39]。

- 2009年SKと斗山のプレーオフ第1戦、ユニフォームではなく私服姿で観客席から試合を見守った。それは8月28日、体のいくつかの場所が壊れ日本に渡って入院と手術を受けるためチームから離脱し再び韓国に戻ってきたがまだ完璧ではなかったからだ[40]

- 俳優の美木良介とは、法政大学野球部の同期。

## 詳細情報

### 年度別打撃成績
| 年 度         | 球 団           | 試 合 | 打 席 | 打 数 | 得 点 | 安 打 | 二 塁 打 | 三 塁 打 | 本 塁 打 | 塁 打 | 打 点 | 盗 塁 | 盗 塁 死 | 犠 打 | 犠 飛 | 四 球 | 敬 遠 | 死 球 | 三 振 | 併 殺 打 | 打 率 | 出 塁 率 | 長 打 率 | O P S |
| ------------- | --------------- | ----- | ----- | ----- | ----- | ----- | -------- | -------- | -------- | ----- | ----- | ----- | -------- | ----- | ----- | ----- | ----- | ----- | ----- | -------- | ----- | -------- | -------- | ----- |
| 1982          | 阪急 オリックス | 33    | 14    | 12    | 3     | 4     | 2        | 0        | 0        | 6     | 3     | 0     | 0        | 0     | 0     | 2     | 0     | 0     | 4     | 0        | .333  | .429     | .500     | .929  |
| 1983          | 阪急 オリックス | 24    | 21    | 19    | 5     | 6     | 0        | 0        | 1        | 9     | 2     | 0     | 1        | 0     | 0     | 2     | 0     | 0     | 4     | 1        | .316  | .381     | .474     | .855  |
| 1984          | 阪急 オリックス | 120   | 263   | 220   | 31    | 59    | 7        | 0        | 6        | 84    | 22    | 2     | 3        | 15    | 3     | 24    | 0     | 1     | 48    | 5        | .268  | .339     | .382     | .721  |
| 1985          | 阪急 オリックス | 66    | 137   | 117   | 20    | 25    | 3        | 0        | 8        | 52    | 17    | 1     | 4        | 4     | 1     | 13    | 0     | 2     | 23    | 3        | .214  | .301     | .444     | .745  |
| 1986          | 阪急 オリックス | 75    | 29    | 26    | 2     | 4     | 0        | 1        | 0        | 6     | 1     | 0     | 0        | 1     | 0     | 2     | 0     | 0     | 7     | 0        | .154  | .214     | .231     | .445  |
| 1987          | 阪急 オリックス | 91    | 41    | 34    | 8     | 5     | 3        | 0        | 0        | 8     | 1     | 1     | 0        | 1     | 0     | 6     | 0     | 0     | 11    | 2        | .147  | .275     | .235     | .510  |
| 1988          | 阪急 オリックス | 59    | 59    | 51    | 11    | 11    | 2        | 0        | 0        | 13    | 2     | 1     | 0        | 1     | 0     | 7     | 0     | 0     | 21    | 3        | .216  | .310     | .255     | .565  |
| 1989          | 阪急 オリックス | 73    | 84    | 70    | 9     | 14    | 4        | 0        | 0        | 18    | 3     | 1     | 0        | 3     | 0     | 11    | 0     | 0     | 24    | 2        | .200  | .309     | .257     | .566  |
| 1990          | 阪急 オリックス | 95    | 161   | 133   | 17    | 29    | 3        | 2        | 3        | 45    | 16    | 1     | 0        | 7     | 1     | 20    | 0     | 0     | 26    | 7        | .218  | .318     | .338     | .656  |
| 1991          | 阪急 オリックス | 10    | 5     | 4     | 1     | 0     | 0        | 0        | 0        | 0     | 0     | 0     | 0        | 0     | 0     | 1     | 0     | 0     | 1     | 0        | .000  | .200     | .000     | .200  |
| 1992          | 阪急 オリックス | 26    | 17    | 17    | 0     | 1     | 0        | 0        | 0        | 1     | 0     | 0     | 0        | 0     | 0     | 0     | 0     | 0     | 6     | 0        | .059  | .059     | .059     | .118  |
| NPB通算：11年 | NPB通算：11年   | 672   | 831   | 703   | 107   | 158   | 24       | 3        | 18       | 242   | 67    | 7     | 8        | 32    | 5     | 88    | 0     | 3     | 175   | 23       | .225  | .312     | .344     | .656  |

- 阪急（阪急ブレーブス）は、1989年にオリックス（オリックス・ブレーブス）に球団名を変更

### 記録
- 初出場：1982年4月6日、対南海ホークス前期1回戦（阪急西宮球場）、9回表にボビー・マルカーノに代わり二塁手として出場[注 20]
- 初安打：1982年4月28日、対ロッテオリオンズ前期5回戦（阪急西宮球場）、8回裏に田村勲から
- 初打点：1982年5月16日、対日本ハムファイターズ前期6回戦（阪急西宮球場）、8回裏に坂巻明から2点適時二塁打
- 初先発出場：1982年5月30日、対ロッテオリオンズ前期12回戦（川崎球場）、9番・三塁手として先発出場
- 初本塁打：1983年10月21日、対近鉄バファローズ26回戦（藤井寺球場）、5回表に加藤哲郎からソロ

### 背番号
- 40 （1982年 - 1992年）[注 21]
- 80 （1993年 - 2002年、2010年）[注 22]
- 85 （2004年 - 2006年）[注 23]
- 87 （2007年 - 2009年、2011年、2016年）[注 24]
- 88 （2012年）[34]
- 86 （2017年 - 2018年）[注 25]